# Eunidia lomii
Eunidia lomii är en skalbaggsart som beskrevs av Stefan von Breuning 1938. Eunidia lomii ingår i släktet Eunidia och familjen långhorningar.
Artens utbredningsområde är Kenya. Inga underarter finns listade i Catalogue of Life.